# Amuda (nahija)
Nahija Amuda je nahija u okrugu Qamishli, u sirijskoj pokrajini Al-Hasakah. Po popisu iz 2004. (prije rata), nahija je imala 56.101 stanovnika. Administrativno sjedište je u naselju Amuda.